# Tommy Dreamer
Thomas James Laughlin (14 de febrer del 1971 -), més conegut al ring com a Tommy Dreamer és un lluitador professional nord-americà que treballa a la marca ECW de World Wrestling Entertainment (WWE).